# Prise de la Martinique (1809)
Pour les articles homonymes, voir Bataille de la Martinique.
La prise de la Martinique désigne une opération amphibie britannique pour s'emparer, en février 1809, de l'île de la Martinique. Après un mois de combat, le gouverneur français, l'amiral Villaret de Joyeuse, capitule devant l'amiral Cochrane et le général Beckwith.
Les forces anglaises peuvent dès lors se tourner vers la Guadeloupe, qu'ils conquièrent l'année suivante.

## Contexte
Depuis la rupture de la paix d'Amiens, de nombreux combats ont eu lieu aux Antilles. Après la prise de Sainte-Lucie et de Tobago, la flotte anglaise impose un blocus des côtes de la Martinique et tente un débarquement en novembre 1803. L'attaque échoue mais les Britanniques s'emparent du rocher du Diamant. En 1805, le regroupement des flottes franco-espagnoles en provenance d'Europe et destinées à la conquête de l'Angleterre s'effectue à la Martinique. À l'initiative de l'amiral espagnol Gravina, le rocher du Diamant est repris puis la flotte combinée fuit devant l'arrivée de Nelson. 
À la suite de la bataille de Trafalgar, les Antilles sont presque totalement isolées de la métropole. Dès avril 1806, l'amiral Villaret-Joyeuse qui gouverne la Martinique avec le titre de capitaine-général depuis sa rétrocession à la France en 1802 demande des renforts face à la concentration de troupes britanniques à la Barbade. L'expédition de secours est interceptée par une escadre britannique et seulement 500 hommes débarquent à Fort-de-France.
À la fin de l'année 1808, Villaret-Joyeuse fait renforcer les défenses terrestres devant l'imminence de l'attaque. Les différents forts et batteries, appuyés par les quelques frégates en station à Fort-de-France, totalisent 300 canons. La garnison est constituée de 2 400 hommes de troupes, de 3 500 gardes nationaux et de trois-cents marins pour le service des canons est commandée par le général d'Houdetot, âgé de 70 ans.

## Déroulement
Le 28 janvier 1809, la flotte du contre-amiral Cochrane appareille de la Barbade et de Sainte-Lucie. Forte de six vaisseaux de ligne, de huit frégates et de neuf bricks, elle escorte des transports chargés des 16 000 hommes du corps expéditionnaires du général Beckwith. Le 30 janvier, la flotte arrive en vue de la Martinique et commence immédiatement les opérations de débarquement.
Le corps expéditionnaire se divise en deux forces. La première, composée de 7 000 hommes sous les ordres du général George Prevost, est débarquée sur la côte est, près du Robert. La deuxième, forte de 5 000 hommes commandés par le général Maitland (en), est débarquée plus tard dans la journée près de Sainte-Luce. Le général Beckwith reste à bord du navire amiral de Cochrane, le HMS Neptune pour superviser les opérations, et la flotte stationne devant la baie de Fort-de-France pour empêcher toute sortie du port.
Les troupes britanniques ne rencontrent que peu de résistance. Les gardes nationaux se débandent dès le contact avec l'ennemi et les troupes régulières se replient assez rapidement vers la capitale de l'île. Villaret-Joyeuse se réfugie avec ce qu'il lui reste de troupes dans le Fort Desaix qui surplombe la ville. La position subit alors un double bombardement de la part de l'artillerie débarquée et de la flotte qui font près de 200 victimes dans la garnison avant que le capitaine-général, poussé par ses officiers, ne capitule le 24 février 1809.

## Conséquences

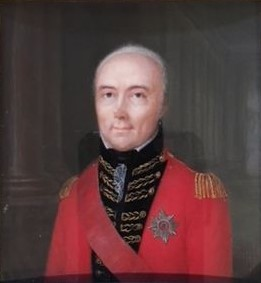
Portrait du général George Beckwith, miniature peinte en 1809 par Charlotte Martner, une artiste de Fort-de-France, après la prise de la Martinique par les Britanniques.

La garnison est conduite jusqu'à la baie de Quiberon pour être échangée, mais Napoléon Ier refuse les termes de l'échange et seul l'état-major de Villaret-Joyeuse et l'amiral lui-même sont débarqués ; le reste de la garnison est conduit en Angleterre. Un conseil de guerre est convoqué pour juger des raisons de la rapide défaite de la garnison française, mais il ne se réunit pas. Après deux ans de disgrâce, Villaret-Joyeuse sera nommé gouverneur de Venise.
Militairement, la perte de la Martinique a deux conséquences principales. Elle prive les navires français de leur principale base navale aux Antilles. La guerre de course est notablement réduite à la suite de la prise de Fort-de-France. Les troupes britanniques se servent de la Martinique comme tremplin pour attaquer la Guadeloupe qui capitule en janvier 1810.
La prise d'une des plus importantes colonies françaises des Antilles est largement célébrée en Grande-Bretagne. Une résolution du Parlement accorde des remerciements à Alexander Cochrane et George Beckwith.
Sur l'île, l'occupation a lieu dans le calme mais les relations entre la population et les forces stationnée sur place sont mauvaises. Les quatre gouverneurs anglais qui se succèdent en cinq ans délèguent une grande partie de la gestion de l'île à une assemblée de notables.
Les conséquences économiques de l'occupation sont controversées. Pour Jean Martin, la Martinique souffre beaucoup des effets du blocus continental et de la perte, en 1812, du commerce avec les États-Unis dû à l'éclatement de la guerre anglo-américaine de 1812. Pour Jean-Claude Gillet, au contraire, les planteurs apprécient l'ouverture au marché britannique et la sécurité des convois de marchandises assurée par la Royal Navy.
La Martinique reste aux mains des Anglais jusqu'au 9 décembre 1814, où la colonie est remise au comte de Vaugiraud, représentant de Louis XVIII, en application du traité de Paris.

### Sources et bibliographie
- Jean-Claude Gillet, La Marine impériale : Le grand rêve de Napoléon, Paris, Bernard Giovanangeli Éditeur, 2010, 350 p. (ISBN 978-2-7587-0062-3)
- Jean Tulard (dir.), Dictionnaire Napoléon, vol. I-Z, Paris, Fayard, octobre 1999, 1000 p. (ISBN 2-213-60485-1)
- Lionel Trani, La Martinique Napoléonienne (1802-1809). Entre ségrégation, esclavage et intégration, Paris, Édition SPM (diffusion L’Harmattan), 2014, 420 p. (ISBN 978-2-917232-11-8)